# Vinpearl Cable Car

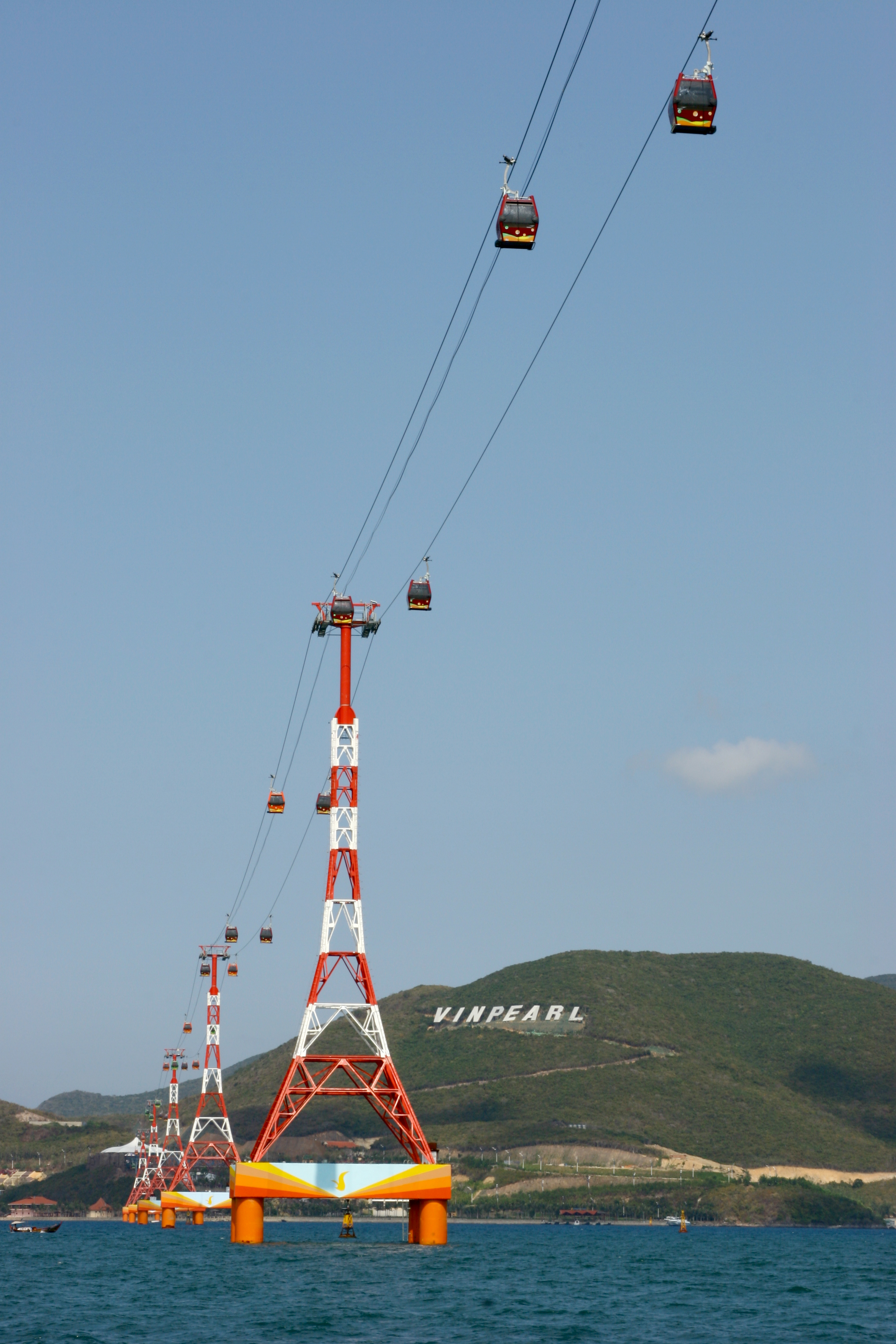
Vinpearl Cable Car

Vinpearl Cable Car ist eine Gondelbahn, die die Küstenstadt Nha Trang in der Provinz Khánh Hòa in Vietnam mit der etwa drei Kilometer entfernten Hon-Tre-Insel (Bambusinsel) verbindet, auf der sich verschiedene, umfangreiche Tourismusanlagen befinden, wie das Vinpearl Resort & Spa mit rund 1200 Betten, ein Vergnügungspark und ein Spaßbad.
Die Gondelbahn wurde gebaut, als der Personentransport mit Schiffen den Andrang nicht mehr bewältigen konnte. Außerdem wünschte man eine vom Wetter weitgehend unabhängige Verkehrsverbindung. Die Überfahrt dauert 9 bis 12 Minuten und ist bis Windstärke 7 möglich. Die Anlage kann 1500 Personen pro Stunde in jeder Richtung transportieren. Die Seilbahn wurde nach einer 15-monatigen Bauzeit am 10. März 2007 eröffnet.
Die Seilbahnstation in Nha Trang steht am südlichen Ende der Stadt unmittelbar an der Uferpromenade etwa 5 m über dem Meeresspiegel, die Station auf der Hon-Tre-Insel liegt an einem Hügel in 33 m Höhe. Das auffallendste Merkmal der Gondelbahn sind sieben hohe, rot-weiß gestrichene Seilbahnstützen, die die Gondeln so hoch über dem Meer schweben lassen, dass auch größere Kreuzfahrtschiffe mit einer Höhe von maximal 54 m noch unter den Gondeln passieren können.
Technisch gesehen handelt es sich bei der von POMA gebauten, 3311 m langen Gondelbahn um eine kuppelbare Einseilumlaufbahn mit einem 52 mm starken Förderseil, an das 65 Gondeln mit je acht Sitzplätzen angeklemmt werden können. Die Gondeln vom Typ Diamond wurden von Sigma Composite geliefert. Die Fahrtgeschwindigkeit beträgt bis zu 6 m/s (21,6 km/h).
Der Antrieb befindet sich in der Station auf dem Festland. Das Seil wird durch eine hydraulische Spannvorrichtung auf der Inselstation gespannt.
Unmittelbar vor der Festlandsstation befindet sich eine Zugstütze, die das horizontal aus der Station kommende Seil zu den hohen Stützen im Meer umlenkt. Die nächsten sieben hohen Stützen stehen jeweils auf einem Betongerüst, das von vier Betonpfeilern getragen wird, die in 40 m tiefem Wasser auf 6 m starken Fundamenten im Meeresboden stehen. Die Betonkonstruktion ist insgesamt 50 m hoch (ohne die Fundamente). Die eigentlichen, 65 m hohen Seilbahnstützen sind Stahlfachwerkkonstruktionen, auf die ein Stahlrohr aufgesetzt ist. Bei der ersten hohen Stütze sind es zwei schräg aufgesetzte Stahlrohre mit Rollenbatterien, um das Seil in einem großen Radius vom relativ steilen Anstieg wieder in die Horizontale zu führen. Die Stützen müssen hohem Wellengang und großen Windlasten standhalten und sind erdbebensicher ausgelegt. Insgesamt haben die Stützen, von der Oberkante der Fundamente aus gerechnet, eine Höhe von 115 m. Kurz vor der Inselstation steht wiederum eine kleinere Stütze, die das Seil in die Station einleitet.
Der Betreiber der Anlage ist die Vinpearl Tourism and Trade Stock Company. Die Anlage soll 15 Millionen Euro gekostet haben.
Die Anlage war ab März 2023 außer Betrieb und wurde von der Doppelmayr/Garaventa-Gruppe generalüberholt. Seit Januar 2024 läuft sie wieder.